# Trần Hách
Trần Hách (sinh ngày 09 tháng 11 năm 1985) là một nam diễn viên Trung Quốc đại lục, tốt nghiệp Học viện Hý kịch Thượng Hải, trực thuộc công ty giải trí Hoa Nghị huynh đệ. Trần Hách nổi tiếng từ 2009 với phim Chung Cư Tình Yêu. Anh chàng có biệt danh là Xích Xích.

## Tiểu sử
Tổ tiên của Trần Hách là Trần Thực. Cuối triều đại Tây Tấn, hậu duệ của ông, Trần Nhuận, dẫn đầu việc di dời Y Quan Nam Đô; người đã chọn Thủ Chiêm trấn, che đậy việc làm nông liều lĩnh, đốn gỗ làm hội trường, và tạo ra gia đình Dĩnh Xuyên Trần Thị để định cư.  
Trần Hách sinh ra trong một gia đình có truyền thống nghệ thuật. Mẹ là diễn viên múa cấp quốc gia hạng nhất Hồ Tiểu Linh, Giám đốc Hiệp hội Hý Kịch Trung Quốc, Hiệp hội Nghiên cứu Thoại Kịch Trung Quốc, Hiệp hội Nghiên cứu Kịch Thiếu Nhi Trung Quốc, nguyên Hiệu trưởng Nhà hát Nghệ thuật Nhân dân Phúc Kiến, Giám đốc nghệ thuật đương nhiệm; cha là Trần Tổ Chiêu (陈祖昭), giám đốc Hải Thị ảnh nghiệp Phúc Kiến; chú là đạo diễn nổi tiếng Trần Khải Ca. 

## Đời tư
Vào ngày 17 tháng 9 năm 2013, Trần Hách tổ chức hôn lễ lãng mạn với người yêu trung học Hứa Tịnh tại Đảo Phuket, Thái Lan. Cô dâu là người đã tốt nghiệp Đại học Auckland. Hai người quen nhau từ khi học cấp 2 và có mối tình kéo dài tới 13 năm trước khi cưới. Tuy nhiên, cuộc hôn nhân này chỉ kéo dài có 9 tháng. Tháng 1/2015, trên Weibo xuất hiện thông tin Trần Hách và Hứa Tịnh đã ly hôn, nguyên nhân là do có sự xuất hiện của người thứ ba - Trương Tử Huyên - bạn diễn của Trần Hách trong phim Y Quán Tiếu Truyện. Báo chí Trung Quốc cũng đưa ra hình ảnh anh và Trương Tử Huyên vào khách sạn cùng nhau. Ngay sau đó, Trương Tử Huyên đăng trên trang cá nhân thừa nhận mình và Trần Hách đang yêu nhau, cô cũng đã ly dị chồng vào năm 2014. Tin tức này tạo nên một làn sóng phẫn nộ trên mạng xã hội. Trần Hách bị chỉ trích phản bội vợ con, Trương Tử Huyên thì bị chỉ trích phá vỡ hạnh phúc gia đình người khác. Ngày 22/1/2015, Trần Hách đã viết một bức tâm thư, khẳng định chuyện của anh với Trương Tử Huyên diễn ra sau khi đã ly hôn với Hứa Tịnh. Trước sự công kích của dư luận dành cho Trần Hách, Hứa Tịnh cũng đã lên tiếng bảo vệ chồng cũ: "Tuy tôi không biết tình yêu mới này (Trần Hách và Trương Tử Huyên) bắt đầu từ lúc nào, xảy ra như thế nào, nhưng chuyện này dù sao cũng là chuyện sau khi chúng tôi đã chia tay. Anh ấy chỉ là một đứa trẻ yếu đuối, lại là người thân của tôi, hy vọng mọi người đừng công kích anh ấy nữa". Cô cũng nói lên niềm tiếc nuối cho một mối tình đẹp: "Chúng tôi từng cãi vã, làm hòa, chia tay rồi lại làm hòa. Tôi cho rằng, có sự đảm bảo của hôn nhân, chúng tôi nhất định sẽ sống với nhau tới đầu bạc răng long. Nhưng cuối cùng mọi thứ đều chỉ là ý nghĩ của tôi mà thôi". Dẫu vậy, ngôi sao Running man Trung Quốc vẫn bị ném đá thậm tệ. Anh và Trương Tử Huyên được cho là cặp đôi "gian phu dâm phụ" bị ghét nhất của làng giải trí Hoa Ngữ, song hai người vẫn tuyên bố sẽ vượt qua dư luận và chứng minh tình yêu của họ. Hứa Tịnh cũng đã tìm được bến đỗ cho mình với bạn trai người nước ngoài. 
Năm 2016, anh kết hôn với nữ diễn viên Trương Tử Huyên. Ngày 23 tháng 10 cùng năm, hai người chào đón con gái đầu lòng. Đến nay, họ đã có 2 con gái. Sau bê bối ngoại tình, sự nghiệp của Trần Hách không hề chịu nhiều biến động khi nam diễn viên liên tục xuất hiện trong các dự án phim điện ảnh mới, đồng thời được o bế vào show truyền hình hot Chạy đi người anh em! 

## Phim

### Phim truyền hình
| Năm  | Tên                                     | Vai                           | Ghi chú                      |
| ---- | --------------------------------------- | ----------------------------- | ---------------------------- |
| 2007 | Nhất thế tình yêu                       | Lý Thành                      | (Tập 30)                     |
| 2009 | Chung cư tình yêu                       | Tăng Tiểu Hiền                |                              |
| 2010 | Hàng ngày cùng các tiếp viên hàng không | Trần Hiểu Hách                | (Tập 14, 17-22)              |
| 2010 | Chung cư tình yêu 1.5                   | Trần Hiểu Hách                | Cameo (Tập 1)                |
| 2011 | Chung cư tình yêu 2                     | Tăng Tiểu Hiền                |                              |
| 2011 | Đánh thức tình yêu                      | Tăng Tiểu Hiền                | Cameo (Tập 22)               |
| 2012 | Tình yêu của bố                         | Lãnh Lôi Lôi                  |                              |
| 2012 | Chung cư tình yêu 3                     | Tăng Tiểu Hiền                |                              |
| 2013 | Tình yêu của Thiên Chúa                 | Đường Lực Đường Quan Trung    |                              |
| 2013 | Long Môn tiêu cục                       | Y Quý Cao                     | Khách mời ( Tập 21)          |
| 2014 | Bác sĩ thanh niên                       | Trương Quân                   |                              |
| 2014 | Tình yêu đã trở lại                     | Cao Kiến                      |                              |
| 2014 | Vợ cũ của tôi ở nhà đối diện            | Phan Hướng Đông               |                              |
| 2014 | Chung cư tình yêu 4                     | Tăng Tiểu Hiền                |                              |
| 2014 | Báo cáo với sếp: Lữ đoàn anh hùng       | A Hác                         | Cameo (Tập 5)                |
| 2015 | Hàng tháng                              | Hàng Thiếu Dũng               |                              |
| 2015 | Ba Ba, Phụ Thân, Cha                    | Trương Nhất Nam               |                              |
| 2015 | Y Quán Tiếu Truyện 1                    | Chu Nhất Phẩm (Chu Nhất Long) |                              |
| 2016 | Cực Phẩm Gia Đinh                       | Lâm Vãn Vinh (Lâm Tam)        |                              |
| 2019 | Cục quản lý động vật                    | Hác Vận                       |                              |
| 2021 | Kỷ nguyên mới của chúng ta              | Triệu Tiểu Phi                | Phần Cứu hộ khẩn cấp         |
| 2021 | Công huân                               | Lý Thành Anh                  | Phần Đề xuất của Thân Kỷ Lan |
| 2021 | 做梦吧！晶晶                            |                               | Tiểu phẩm mạng               |

### Phim điện ảnh
| Năm  | Tên                                                        | Vai                   | Ghi chú |
| ---- | ---------------------------------------------------------- | --------------------- | ------- |
| 2014 | Năm tháng vội vã                                           | Tô Khải               |         |
| 2014 | Vì tình yêu mà rơi vào giai cảnh (Tình yêu thời công nghệ) | Sa Quả                |         |
| 2015 | Thám tử phố Tàu                                            | Hoàng Lan Đăng        |         |
| 2015 | Con đường phía trước                                       | Ngưu Đốn              |         |
| 2015 | Siêu nhân bánh rán                                         | Trần Hách             | Cameo   |
| 2016 | Everybody's Fin                                            | Quản Hảo              |         |
| 2016 | Super express                                              | Mã Lực                |         |
| 2016 | The New Year's Eve of Old Lee                              | Cha của Nhiên Nhiên   | Cameo   |
| 2016 | When Larry Met Mary                                        | Người bảo vệ động vật | Cameo   |
| 2017 | Kiến quân đại nghiệp                                       | Tư Lệ                 | Cameo   |
| 2018 | 断片之险途夺宝                                             | Nhà điều hành         | Cameo   |
| 2018 | Chung cư tình yêu                                          | Tăng Tiểu Hiền        |         |
| 2021 | Xin chào, Lý Hoàn Anh                                      | Lãnh Đặc              |         |

## Âm nhạc
- Chung cư Tình Yêu (OST Chung cư Tình Yêu 3)
- Đồ ngốc (OST Tình yêu của Thiên Chúa)
- Món quà nước mắt (OST Tình yêu của Thiên Chúa)
- Honey xuất phát nào (OST Chân Ái)
- Người bạn đặc biệt
- Thiếu Niên Tam Quốc Chí (nhạc chủ đề game cùng tên)

## Chương trình thực tế
- Chạy đi nào anh em (Đặng Siêu, Trần Hách, Trịnh Khải, Vương Tổ Lam, Vương Bảo Cường (mùa 1), Bao Bối Nhĩ (mùa 2), Lý Thần, Lộc Hàm, Angela Baby, Địch Lệ Nhiệt Ba (Mùa 5)
- Hướng về cuộc sống mùa 1, mùa 3
- Ha ha ha ha ha mùa 1 và mùa 2

## Hoạt động xã hội
12/2012, đại sứ thiện chí cho dự án "Hy vọng tình nguyện viên"
10/2013, tham gia "Hiến máu từ thiện Bắc Kinh"
2015, tham gia " Run 2015" - chương trình phúc lợi xã hội, kêu gọi bạn bè và ngôi sao chạy để giúp đỡ người nghèo xây trường học và các cơ sở thể thao.